# Куммерау, Макс Эммануилович
Макс Эммануилович Куммерау  (ок. 1850 — 20 февраля 1880, Константинополь) — русский офицер и дипломат.

## Биография
Образование получил в Николаевском кавалерийском училище, откуда в 1868 году был выпущен офицером в Лейб-гвардии Драгунский полк.
Прослужив в полку четыре года, в 1872 году поступил в Николаевскую академию генерального штаба, окончив которую служил на штабных должностях.
С началом Русско-турецкой войны 1877—1878 годов Куммерау был назначен старшим адъютантом штаба 9-й кавалерийской дивизии. Отличился при переправе через Дунай, при взятии Никополя и в боевых действиях под Плевной, за что был награждён орденами Святого Станислава 3 степени с мечами и бантом, Святой Анны 3 степени с мечами и бантом, Святого Владимира 4 степени с мечами и бантом и золотой саблей с надписью «За Храбрость».
После заключения мира с турками, Куммерау был назначен членом комиссии по разграничению Восточной Румелии, а в 1879 году, в чине подполковника Генерального штаба, отправлен военным атташе в Константинополь.
17 февраля 1880 года Куммерау вместе с российским поверенным в делах г. Ону отправился за город на конную прогулку, в ходе которой подвергся вооружённому нападению, был смертельно ранен несколькими револьверными выстрелами и скончался три дня спустя (20 февраля). Убийцы Куммерау были вскоре найдены. Ими оказались несколько боснийских мусульман из Новобазарского округа (Санджака), который по итогам Русско-турецкой войны перешёл под контроль Австро-Венгрии, в чём местные мусульмане винили Россию.
Гибель Куммерау произвела большое впечатление на русское общество. Биографическая статья о нём, снабжённая портретом, была включена в Военную энциклопедию Сытина. Однако это событие не имело столь далеко идущих политических последствий, как гибель русского поверенного в делах драматурга А. С. Грибоедова в Персии несколькими десятилетиями ранее.

## Награды
- Орден Святого Станислава 3 степени с мечами и бантом.
- Орден Святой Анны 3 степени с мечами бантом.
- Орден Святого Владимира 4 степени с мечами и бантом.
- Золотая сабля «За храбрость»